# École de langue
 (mai 2008).
Si vous disposez d'ouvrages ou d'articles de référence ou si vous connaissez des sites web de qualité traitant du thème abordé ici, merci de compléter l'article en donnant les références utiles à sa vérifiabilité et en les liant à la section « Notes et références ».

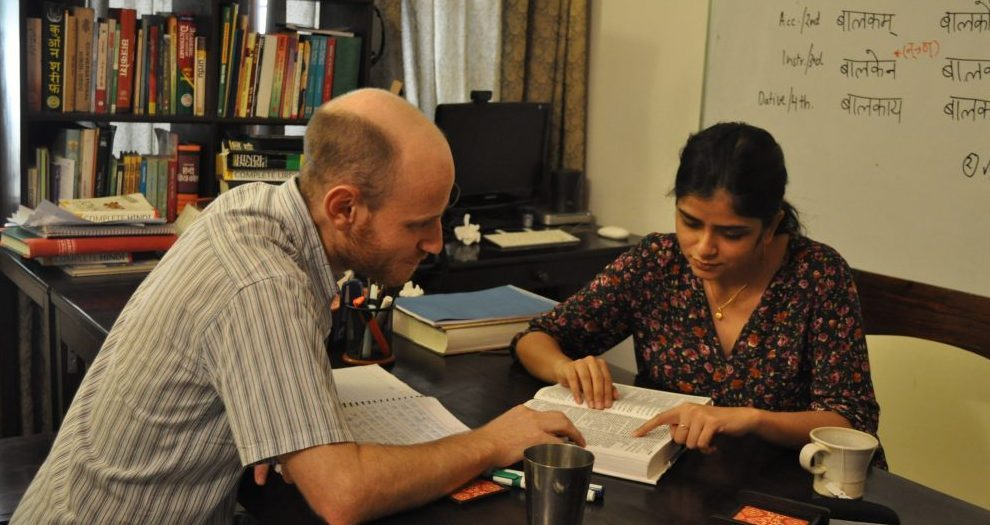
Étude du Hindi au Zabaan Language Institute Neha Tiwari.

Une école de langue est une école dont l'objectif principal est  l'apprentissage et la pratique d'une langue étrangère.

## Type d'enseignements
L'enseignement des langues répond à des besoins divers qui vont de l'aide à l'intégration d'un étranger au simple partage de culture en passant par la nécessité professionnelle. Selon les buts et les moyens engagés, l'enseignement d'une langues peut être prise en charge par un État (alliance française, Goethe-Institut) ou par des associations plus moins bénévoles (École Diwan, enseignement gratuit de l'anglais par les mormons). Certaines écoles sont rattachées à l'enseignement public ou universitaire (UQAM), d'autres sont des entreprises indépendantes, sollicitées pour compléter des connaissances insuffisantes en cours de scolarité ou pour perfectionner un usage spécialisé (Technico commercial, travail collaboratif international). L'école de langue désigne souvent ces derniers organismes de formation linguistique.
Ces écoles peuvent appartenir à un réseau d’écoles ou à une fédération professionnelle, et peuvent faire l'objet d'accréditations auprès des autorités éducatives nationales.

## Cours de langues
Le programme proposé par un cours de langue démarre généralement par un test linguistique. Ce test permet de déterminer le niveau initial de connaissance de l'élève. Certains cours sont collectifs, d'autres sont individuels. 
Les écoles de langues peuvent proposer deux types de cours linguistiques : les cours généraux de langue et les cours de langue spécialisée (affaires et commerce, culture, tourisme, préparation aux examens de langue etc.). Certaines écoles proposent également une combinaison de ces deux types de cours : les programmes d’enseignement s’échelonnent entre l’apprentissage de la langue courante jusqu’au vocabulaire spécifique d'une profession.
Les cours de langue courante permettent de travailler les quatre aspects fondamentaux de la langue cible : la grammaire, le vocabulaire, ainsi que l’expression et la compréhension orale et écrite. Les cours de langues spécialisés permettent quant à eux de cibler les compétences linguistiques de domaines techniques et/ou professionnels. 
Enfin certains cours sont sanctionnés à l'issue du cursus par un diplôme. Ainsi, certaines écoles de langues offrent des programmes spécifiques aux participants désirant se préparer aux examens de langue. Les plus courants sont les suivants :
- les TOEIC, TOEFL et Cambridge Exam pour l'anglais,
- le DELE pour l'espagnol,
- les DILF, DELF et DALF pour le français
- le Test d'aptitude en japonais (日本語能力試験, Nihongo nōryoku shiken ou Japanese Language Proficiency Test, JLPT) organisé par Japan Educational Exchanges and Services.
- etc.

## Langues enseignées
Les écoles de langues offrent un large éventail de langues. Voici les principales (par ordre alphabétique) : anglais, allemand, arabe, chinois, coréen, espagnol, français, italien, japonais, portugais, russe...
L’anglais est la langue la plus proposée. Dans le contexte socio-économique actuel, d'autres langues connaissent une demande croissante : le chinois tout d'abord, mais aussi dans une moindre mesure le japonais ou le russe. 

## Séjours linguistiques
Au-delà des séjours classiques en école de langues en Angleterre ou en Espagne, certains organismes proposent des destinations plus exotiques, comme au Guatemala, qui permettent d’allier étude de la langue et vacances.

## Infrastructures et activités offertes par les écoles de langues
Ces écoles de langue, en général ouvertes toute l’année, sont équipées en matériel pédagogique (manuels de cours, enregistrement audio et vidéo, supports multimédia, laboratoire de langue, bibliothèque etc.). Certaines d'entre elles n’offrent pas uniquement des cours de langues mais organisent également des activités extra scolaires, des activités socioculturelles ou sportives.
Afin d’accueillir leurs élèves provenant du monde entier, les plus grandes écoles de langues disposent de sites spécifiques afin de les héberger. La plupart des écoles de langues proposent divers types d’hébergement: famille d'accueil, campus, appartement, centre ou même hôtel pour les prestations haut de gamme. 